# Laura Covarsí
Laura Covarsí (Badajoz, 1979) és una fotògrafa espanyola. Formada com a historiadora de l'art a la Universitat de Salamanca i com a fotògrafa a l'Escola d'Art d'Osca. Fins ara, els seus treballs han estat molt relacionats amb la narració del viatge en primera persona. D'aquí treballs com Portugal. Porto de chegada, porto de saída (2003) o Grecia(2005). En treballs recents també ha inclòs narració literària. Trobem l'exemple en París no se acaba nunca (2007), un treball per a la Xarxa de Biblioteques de Barcelona i Fotointerpreta al voltant de l'obra d'Enrique Vila-Matas; a Italia vs. Italia (2007), que parteix d'un diari de viatge escrit pel seu besavi Adelardo Covarsí; o a Compañeros de viaje. 25 escritores extremeños (2008), que parla del procés creatiu de 25 escriptors nascuts a Extremadura. A La Humedad (2009), el viatge neix d'allò més proper, la família.